# Жак Пепен
Жак Пепен (на френски: Jacques Pépin) е френски майстор-готвач, носител на отличия, автор и водещ на телевизионни програми и автор на книги, който живее и работи в САЩ.

## Кариера в готварството
Пепен е роден в Бург ан Брес, близо до Лион, където започва работа на 12-годишна възраст в ресторанта на родителите си „Пеликанът“ (Le pelican). Продължава в Париж, в хотел „Плаза Атене“ (Plaza Athénée), под ръководството на Люсиен Диа. Бил е главен готвач на президента Шарл де Гол и на 2 министър-председатели на Франция.
След като се преселва в САЩ, отказва предложение за работа в Белия дом за президента Джон Кенеди, за да оглави развойния отдел на веригата хотели „Хауърд Джонсънс“ (Howard Johnson's). Остава на тази позиция 10 години.
Отделно от кулинарията получава магистърска диплома върху френската поезия от XVIII век от Колумбийския университет в Ню Йорк.

## Телевизионна звезда и автор
Пепен участва в няколко кулинарни шоу-програми.
Автор е на 18 книги. Книгата му „Техниката“ (La Technique) се смята и до днес за основно помагало по френска кухня. Успехът на книгата го подтиква да заснеме телевизионна версия на уроците си, излъчена под името The Complete Pépin за пръв път от телевизия PBS през 1997 г.
Пепен участва и в продукция за същата телевизия през 1999 г. с предаването Julia and Jacques Cooking at Home. Съвместната му работа с Джулия Чайлд му носи наградата Daytime Emmy през 2001 г.
Телевизионната му поредица „Всеки ден ала Жак Пепен“ (Jacques Pépin: Fast Food My Way) е създадена през 2004 г. въз основа на едноименната му готварска книга от същата година. В рамките на около 25 минути във всеки епизод той представя пълно меню от предястие, гарнитура, основно ястие и десерт, които се приготвят бързо, почти в реално време, а често за няколко от блюдата се използват едни и същи продукти или различните части на един и същ продукт (месо, зеленчуци и др.). Отличителна черта на предаването е 30-секундната интродукция на всеки епизод – светкавична рецепта за десерт, сандвич, супа или друго ястие, което се приготвя за половин минута. В България то се излъчва от канала „Фиеста ТВ“.

## Пепен днес
Жак Пепен е ректор за специални програми на Френския кулинарен институт в Ню Йорк. Участва активно в департамента по гастрономия на Бостънския университет, където води дистанционни курсове по френска кухня и култура. Съосновател на Oceania Cruises, където има ресторанти с неговото име.
Освен това води колонка в списание Food&Wine. Живее със съпругата си Глория в гр. Медисън, щ. Кънектикът.

## Награди и отличия
През 2004 г. Пепен е провъзгласен за кавалер на най-голямата френска награда за цивилни лица – Ордена на Почетния легион.

## Избрана библиография
- Chez Jacques: Traditions and Rituals of a Cook (w/Tom Hopkins, 2007)
- Fast Food My Way (2004)
- The Apprentice: My Life in the Kitchen (2003)
- Jacques Pépin Celebrates (2001)
- Julia and Jacques: Cooking at Home (1999) (with Julia Child and David Nussbaum)
- Jacques Pépin's Kitchen: Encore with Claudine (1998)
- The French Culinary Institute's Salute to Healthy Cooking (1998) (with Alain Sailhac, Andre Soltner, and Jacques Torres)
- The Complete Pépin (1997; relaunched in 2007)
- Jacques Pépin's Kitchen: Cooking with Claudine (1996)
- Jacques Pépin's Table (1995)
- Cuisine Economique (1992)
- Today's Gourmet II (1992)
- Today's Gourmet (1991)
- Short-Cut Cook (1990)
- The Art of Cooking, Vol 2 (1988)
- The Art of Cooking, Vol 1 (1987)
- Everyday Cooking With Jacques Pepin (1982)
- La Methode (1979)
- La Technique (1976)
- Jacques Pépin: A French Chef Cooks at Home (1975)